# 2600 Lumme
2600 Lumme (1980 VP) là một tiểu hành tinh vành đai chính được phát hiện ngày 9 tháng 11 năm 1980 bởi E. Bowell ở Flagstaff (AM).